# 犬飼若博
犬飼 若博（いぬかい わかひろ、1966年8月28日 - ）は、日本の俳優。所属事務所はQueen-B。
愛知県豊田市出身。愛知県立豊田北高等学校、立命館大学経済学部卒業。大学在学中の1989年に土田英生らと劇団「B級プラクティス」（後の劇団「MONO」）を旗揚げ。1994年「MONO」退団。以後、フリーの俳優として舞台、TVなどで活動している。

## 出演

### 舞台
- B級プラクティス「狂い咲きシネマ」（1989年）
- B級プラクティス「さよなら、ニッポン」（1990年）
- B級プラクティス「ブーゲンビリア」（1990年）
- B級プラクティス「ノーティー・ナインティーズ」（1991年）
- 時空劇場「夢の季節の過ぎゆきし暁に」（1991年）
- MONO「0時から5時まで」（1991年）
- MONO「ブーゲンビリア改訂版」（1991年）
- GOVERNMENT OF DOGS「月間ライブ2月号」（1992年）
- MONO「紙にかいた青空」（1992年）
- GOVERNMENT OF DOGS「月間ライブ7月号」（1992年）
- GOVERNMENT OF DOGS「記念碑的総集編」（1992年）
- MONO「BROTHER」（1992年）
- GOVERNMENT OF DOGS「発病」（1993年）
- MONO「ロマン再生」（1993年）
- GOVERNMENT OF DOGS「教育」（1993年）
- 「3G」（1993年）
- MONO「さよなら、ニッポン」（1993年）
- MONO「さよなら、ニッポン」（1993年）
- MONO「0時から5時まで」（1993年）
- 「大笑撃！地方人の大逆襲」（1993年、渋谷クラブクアトロ）
- GOVERNMENT OF DOGS「MENatWORK」（1994年）
- 時空劇場「海と日傘」（1994年）
- MONO「Sugar」（1994年）
- 「スタートダッシュジャム」（1994年）
- MONO「路上生活者」（1994年）
- GOVERNMENT OF DOGS「MEDIA MAN」（1994年）
- 「THE BEST OF GOVERNMENT OF DOGS」（1994年）
- GOD「GUILTY」（上岡演劇祭、1995年）
- 「ギャグコレクション」（1995年）
- 「一心寺恐怖百物語'95」（1995年）
- GOVERNMENT OF DOGS（1995年）
- GOVERNMENT OF DOGS「Mr.REQUESTHEAD」（1995年）
- 「THE BEST OF GOVERNMENT OF DOGS2」（1995年）
- 「MORE IDLERS」（1995年）
- GOD VS ジ・バ「うわべの付きあい」（1996年）
- 「菩薩の苦笑い3」（1996年）
- 「コントバトル」（1996年、吉本興業なんばグランド花月スタジオ）
- 「THE BEST OF GOVERNMENT OF DOGS3」（1996年）
- 「西条昇プロデュース/演劇か？お笑いか？」（1997年）
- 「ラスタコントライブ」（1997年）
- 「コントコレクション〜漫才師　春・夏〜」（1997年、吉本興業NGKスタジオ）
- GOVERNMENT OF DOGS「早過ぎた半袖」（1997年）
- GIRAFFE「仰ぎ見る地上」（1997年）
- 「アバン3+」（1998年）
- GIRAFFE「安全遊戯場」（1998年）
- 「コントサンプル/8-98,aG:」（1998年）
- 「当時はポピュラー・奥本清美さん23才OL」（1998年、銀座小劇場）
- GIRAFFE「テレビの前のアナタだけに」（1999年）
- 「当時はポピュラー2“北沢順一さん”（39才、医師）」（1999年）
- NON GATE THEATRE「一人が一杯」（2000年）
- 「当時はポピュラー3“浜口麻衣子さん（18才、学生）”」（2001年）
- 「ニッキーズパビリオン」（中之島リサイタルホール、2001年）
- 「親族代表　人間力学ショー#3“heavy claims”」（2002年）
- 「当時はポピュラー4“トマスエドワーズさん（58才、貴族）”」（2002年）
- 小林賢太郎プロデュース公演「good day house」（天王洲アイル アートスフィア、2002年）
- 小林賢太郎プロデュース公演「good day house」（梅田 シアタードラマシティ、2002年）
- 「高山広の世界」（2002年）
- 「高山広の世界II」（2002年）
- 「絹2〜練り笑い・[人間交差点]〜」（2003年）
- 小林賢太郎プロデュース公演「Sweet7」（本多劇場、2003年）
- 小林賢太郎プロデュース公演「Sweet7」（近鉄小劇場、2003年）
- 「コメディファイル」（北沢タウンホール、2003年）
- MONO特別企画Vol.3「退屈への扉」（ART COMPLEX1928、2003年）
- 小林賢太郎プロデュース公演「Paper Runner」（本多劇場、2004年）
- 小林賢太郎プロデュース公演「Paper Runner」（新神戸オリエンタル劇場、2004年）
- 小林賢太郎プロデュース公演「LENS」（2004年）
- 小林賢太郎プロデュース公演「LENS」（2004年）
- 「パノラマコミック」（2005年）
- 「双人で六本」（新宿Fu-、2006年）
- 「当時はポピュラー5“高松みづきさん（29才、新婦）”」（THEATER/TOPS、2006年）
- 「室岡悟 相談会」（2006年）
- 「サヨナラとさようならをする」（2006年）
- 「双六【参】」（2006年）
- 「室岡悟 説教会」（2006年）
- 「TALK双六」（2007年）
- 「BAR室岡」（2007年）
- 「双六ヨン!!」（下北沢駅前劇場、2007年）
- 「二人寄席」（アトリエ劇研、2007年）
- 「ロマンティックホテル」（千本桜ホール、2007年）
- GOVERNMENT OF DOGS「Refresh!」（2008年）

### テレビドラマ
- 銭湯の娘!?（TBSテレビ、2006年）
- 金曜プレステージ ひみつな奥さん（フジテレビ、2006年）
- ラブコレ2（GyaO、2006年）
- 未来創造堂（日本テレビ、2007年）
- ロス:タイム:ライフ（フジテレビ、2008年）
- ザ・クイズショウ（日本テレビ、2008年）
- 月曜ゴールデン 血痕 警科研・湯川愛子の鑑定ファイル3 幼女誘拐事件の犯人は死者!?（TBS、2010年1月25日）
- LADY〜最後の犯罪プロファイル〜（TBSテレビ、2011年）
- 四つ葉神社ウラ稼業 失恋保険〜告らせ屋〜 最終話（読売テレビ、2011年）
- ラストマネー -愛の値段- 第1話（NHK、2011年） - 戸田浩介
- ここが噂のエル・パラシオ（テレビ東京、2011年） - 黒田聡史
- 土曜ワイド劇場 ショカツの女〜新宿西署・刑事課強行犯係7 記憶喪失の美少女は殺人犯を見たのか!?（テレビ朝日、2013年2月16日） - 刑事
- 月曜ミステリーシアター 名もなき毒（TBSテレビ、2013年） - 杉村一郎
- 水曜ミステリー9 検事・沢木正夫 第三の容疑者（テレビ東京、2013年9月25日） - 高原亮
- 金曜ナイトドラマ セカンド・ラブ（テレビ朝日、2015年） - 尾崎伸二

### 映画
- 讐 〜ADA〜（2013年7月公開）[1]

### CM
- ヤクルト本社「ソフール」（2006年）
- スカイパーフェクTV!「よくばりパック トナカイチャンネル」（2006年）
- Apple Computer（2007年）

## 作品

### DVD
- 「LIVE 双六 緑」（ポニーキャニオン、2011年12月21日） - 安田ユーシとのユニット「双六」として発売。

### 書籍
- 「犬嫁日記 〜それでも君を愛してる〜」（泰文堂、2011年12月）